# Masarykovo náměstí (Velká Bíteš)
Masarykovo náměstí je náměstí ve Velké Bíteši, historicky je centrem města. Na náměstí se nachází radnice, bývalý pivovar a další důležité budovy. Na náměstí se také nachází Lípa svobody.

## Historie
První hodnověrné listinné svědectví o Velké Bíteši je z roku 1240. To již byla Velká Bíteš velká osada, měla svůj kostel i faru, což předpokládá její delší trvání.

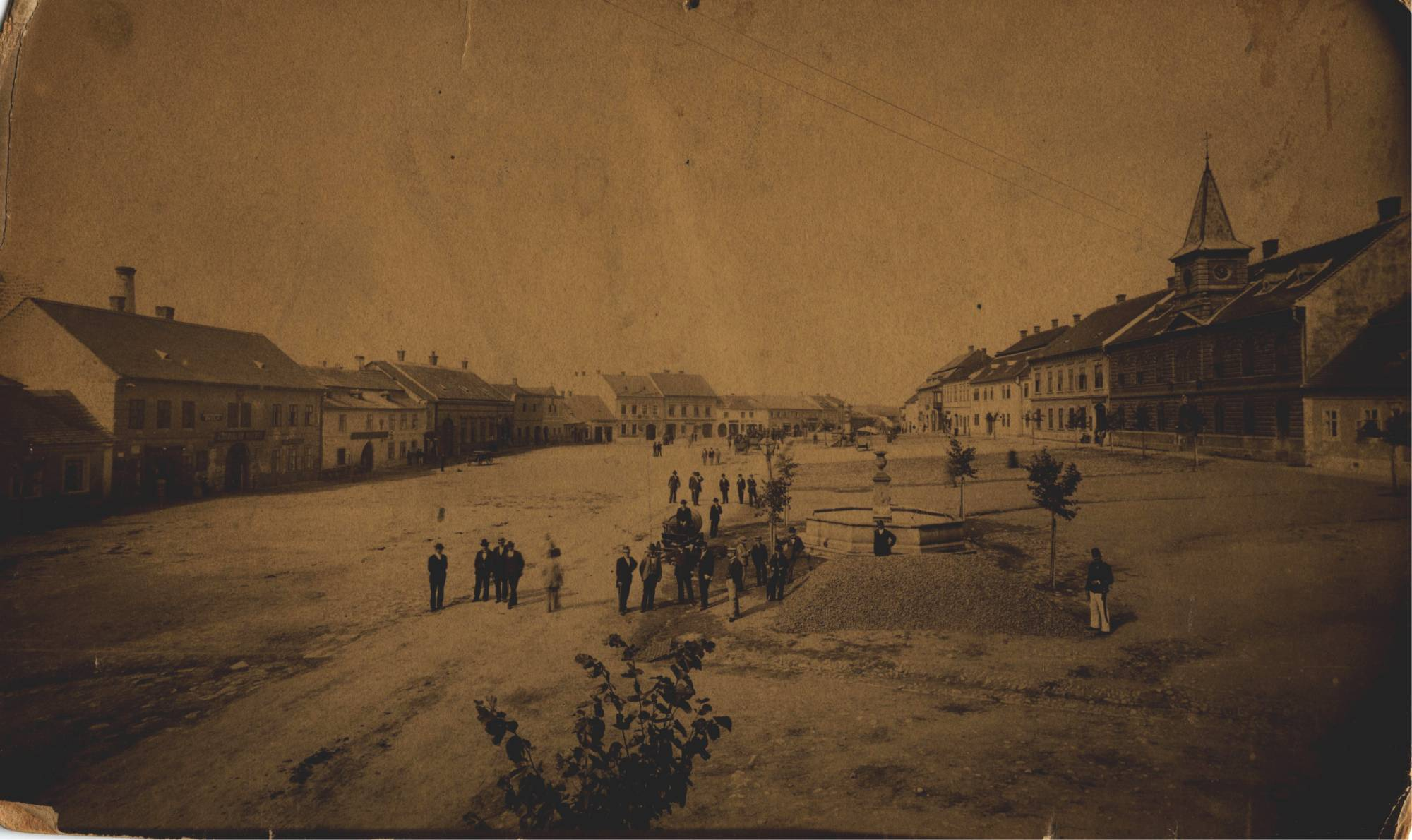
Masarykovo náměstí (před rokem 1900)

Středem města bylo a je prostorné náměstí, z něho vedou vzhůru ke kostelu dvě ulice: Kostelní na západní straně a Hrnčířská na straně východní, která vyúsťuje před kostelem v malé prostranství, upraveným na park. Obě ulice spojuje ještě příční ulička Peroutkova. To všechno dohromady i s kostelem činí vnitřní město, které bylo od obehnáno hradbami, budovanými od sklonku 14. století. Do města vedly tři brány – od západu, východu a severu. Od západu to byla Horní brána mezi č. 21 a č. 65, dříve „Lánická brána“, v 17. a 18. století nazývaná „Vrabčí brána“. Brána vyhořela poprvé v roce 1646 a potom v roce 1690. Od východu vedla do města „Dolní, čili Brněnská brána“ mezi č. 1 a č. 135. V roce 1704 vystavěna před starou velkou branou směrem k náměstí jiná menší. Tyto brány stávaly do roku 1840. Na severní straně, v místech mezi č. 116 (tento dům byl zbořen v roce 1932) a č. 193, stávala „Kostelní brána“, zbořená roku 1878. Hradby na jižní straně mezi západní a východní branou zatáčeli v mírný oblouk tak, že všechny domy na této straně náměstí (č. 1–21) se jich dotýkaly svými dvorci, či zčásti byly na hradbách stavěny a činily jejich díl. Hradby v těchto místech nebyly tak vysoké a silné jako na straně severní a západní, poněvadž v místě, kde nyní teče potok bývali močály, které oddělovaly od Bíteše Janovice a části „Ve zmole“ a „Za loukami“. V těchto jižních hradbách bývaly tři malé branky, a to mezi č. 2–3, č. 10–11 a č. 19– 20. Z branky mezi č. 10–11 je udělána z města dosavadní malá ulička do ulice „Pod hradbami“.

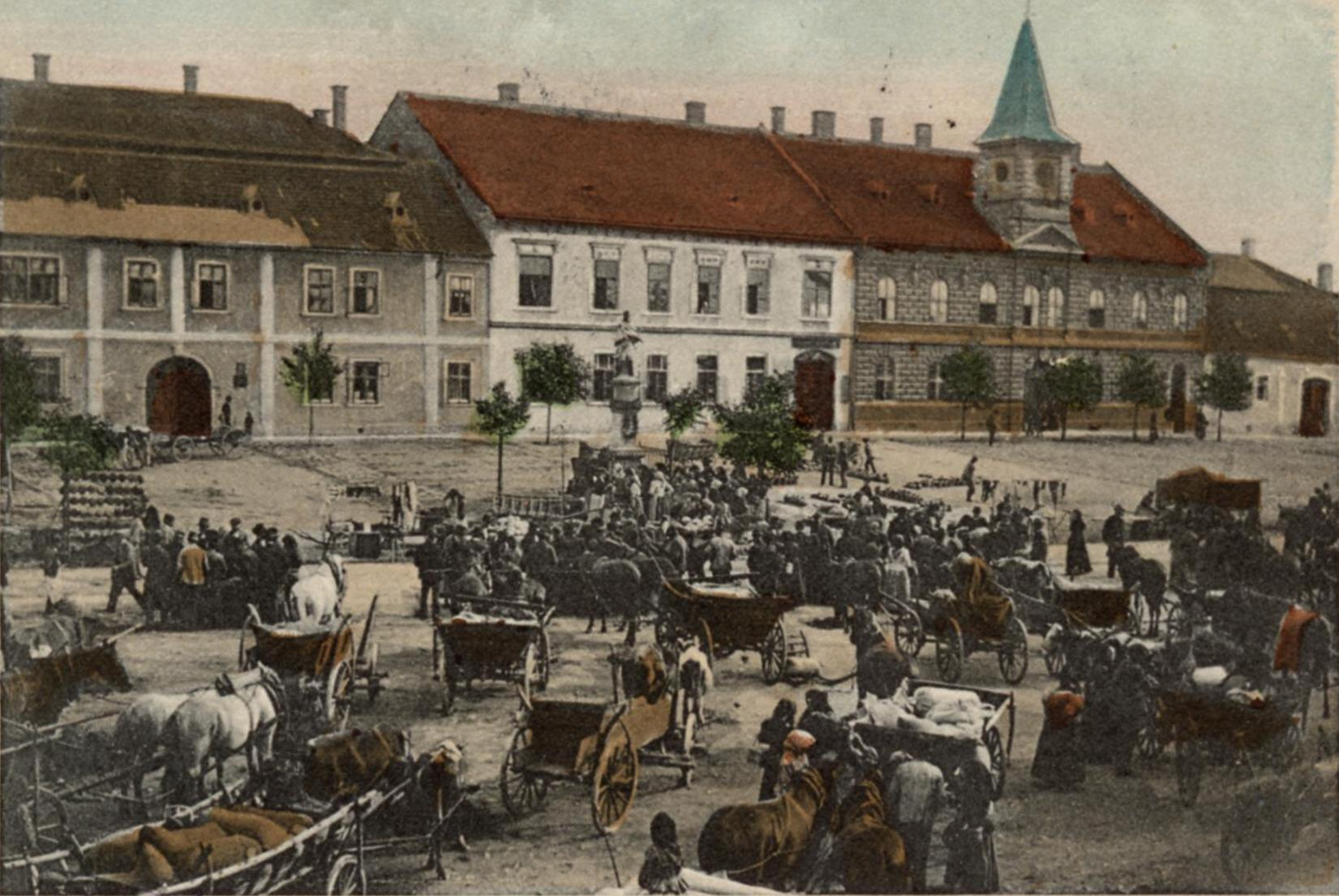
Velká Bíteš – trh (rok 1904)

V místech domů č. 19 a 20 stávala dříve lázeň, mezi níž a sousedním domem vedla ulička (1414 „Gassleyn“) k brance zvané „lázaňské“. Tato ulička se nedochovala, poslední doložení její existence je z 18. století, tehdy s názvem „Čertova ulička“. Valy pod těmito hradbami se nazývaly dolní a špitálský, poněvadž příkop vedoucí od Horní brány za dům č. 21 byl skutečně pod špitálem (městský špitál býval do 15. do 18. století v domě č. 21).
Druhá polovina hradeb obklopovala město na severu. Hradby vedly od obou bran souběžně ulicemi Kostelní a Hrnčířskou vzhůru ke kostelu a končily se zvláštním samostatným kruhem hradeb, jimiž je obklopen kostel.
Pozorujeme-li výstavbu této nejstarší části města, zjišťujeme, že okrouhlý tvar ohrazeného městského okrsku odpovídá půdorysu jiných našich starších měst. Dalším charakteristickým znakem bylo husté nakupení budov uvnitř hradeb s velkým tržním místem uprostřed. Toto uspořádání přetrvává dodnes. Plocha náměstí odpovídá původní velikosti, pouze se základy několika budov bylo hnuto ve prospěch rozšíření vozovky.
Náměstí bylo v nejstarších dobách úplně pusté. Uprostřed stál pouze roubený výstupek – pranýř – součást práva. Počátkem 18. století (1714) byla pořízena barokní socha sv. Jana Nepomuckého. V roce 1826 postaveny kamenné kašny, jedna na západní a druhá na východní straně náměstí. Úprava náměstí formou kamenných štětů proběhla v polovině 19. století (plán na úpravu z roku 1841), žulová dlažba byla položena na horní straně náměstí na konci 19. století. V dubnu 1919 byla před radnicí zasazena „Lípa Svobody“. V roce 1928 proběhlo předláždění náměstí před poštou. Počátkem 30. let byl zbořen dům č. 7, na jež místě vyrostla budova spořitelny. V roce 1938 byla na náměstí v místě před radnicí umístěna socha T. G. Masaryka v nadživotní velikosti.
Nikdy nebyla oficiálně odhalena a v září 1940 byla demontována. V posledních válených dnech 2. světové války vyhořely nebo byly vybombardovány tři desítky stavení uvnitř původní zástavby, po válce se zahájila jejich oprava či přestavba. V období po roce 1945 byla na náměstí vytvořena parková úprava se zřízením komunikace v horní části náměstí, zbourána budova pivovaru a na původních základech vyrostl bytový dům. V roce 1991 byla v horní třetině náměstí, před radnici umístěna busta T. G. Masaryka. V opevněné části města bylo ve středověku celkem 83 budov a všechny sloužily účelům obytným. Ve zcela původním stavu, třeba jen svými vnitřními prostory se nedochovala žádná. Avšak silné průčelní zdi a namnoze i klenuté průjezdy odolaly ohni i stáří a z těchto fragmentů bylo použito při obnovách staveb. Doby středověku připomínají i hluboké sklepy pod některými domy na náměstí v nichž se skladovalo pivo a nebo složily jako případné úkryty. Některé sklepy dosahují i tří pater a přesahují půdorysy domů směrem do náměstí. Rovněž se traduje podzemní chodba spojující městské domy s kostelem sv. Jana Křtitele. Také se dochovala úzká ulička mezi domy č. 5 a 6 na jižní straně, sloužící dříve jako odtok dešťové vody z náměstí.

## Domy na náměstí

### Dům čp. 5

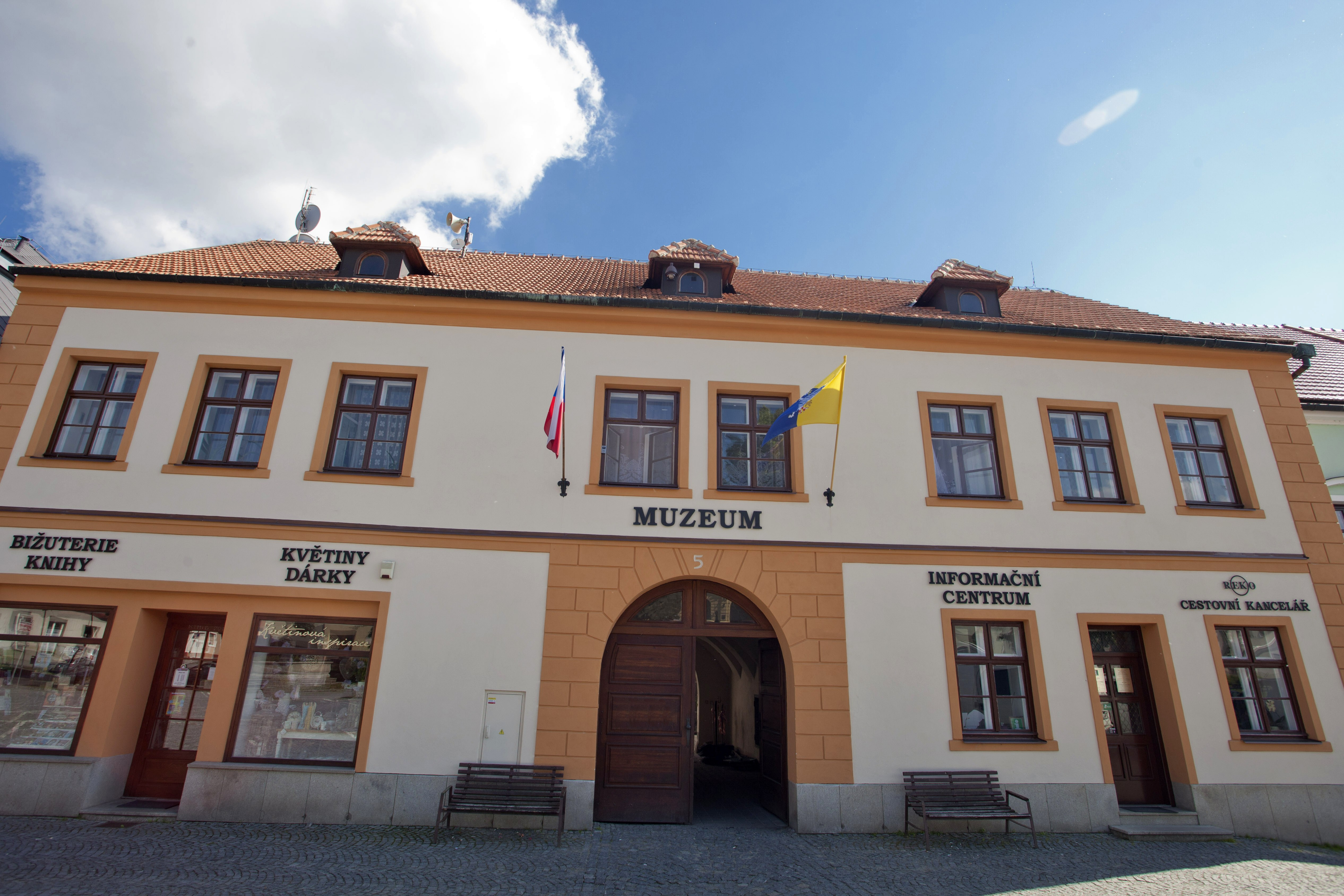
Dům čp. 5, Masarykovo náměstí

Do roku 1440 se v místech tohoto domu jmenují masné krámy. Po tomto roce patřil dům zemanům Klečanským, kterým náležely značné polnosti v katastru Bíteše. Ti na ploše masných krámů vystavěli “velký dům“. Vlastnictví Klečanských je doloženo až do roku 1580. Tehdy zemřel poslední potomek tohoto rodu. Poté tento majetek získala vrchnost na Náměšti a dalo by se říci, že neprávem, neboř právo odúmrti náležející městu bylo zpochybněno. Od tohoto data je “velký dům“veden jako majetek Žerotínů. Správa města protestovala proti tomuto vlastnictví a aby Jan st. z Žerotína usmířil měšťany vydal dva pergameny, ve kterých jsou písemně přiznány jiné nové výsady městu.
Nástupce Janův Karel přál církvi českobratrské a jeho zásluhou byl v zadním traktu domu vystavěn kostelík vysvěcený r. 1593. Přední trakt sloužil jako bydliště bratrských kněží až do r. 1628. Po tomto roce prodal Karel starší ze Žerotína celé panství náměšťské včetně města Velké Bíteše Albrechtovi z Valdštejna, který majetek okamžitě prodal Verdenberkům. Konšelé chtěli získat dům do vlastnictví a oživili původní právo odúmrti zvláště proto, že dům po zániku bratrského sboru značně zpustl a nikdo se o něj nestaral. Vrchnost vlastnictví potvrdila už roku 1638, avšak písemná forma se dochovala až z roku 1678. Tehdy Jan Filip z Verdenbrka vystavil darovací pergamen na “pustý dům“, který po bratřích, čilí pikhartech, zůstal. Město dům opravilo a později v něm zřídilo kasárna pro zimní ubytování vojska. První zmínka o opravách zpustlého domu však pochází již z roku 1674.  
Požár spodní části náměstí r. 1690 zasáhl i tento dům, takže k roku 1696 se můžeme dočíst, že „... z městských hradeb vyčnívala do výše věž kasárny tč. rozbořená...“. V letech 1743, 1763 a 1772 se objevují další zmínky o zimních kasárnách, až konečně roku 1795 byl dům přeměněn na krámy řeznické, pekařské a byty. Prostory ve dvorním traktu využila správa města ke zřízení palírny kořalky a tu pronajímala. Až do 50. let 20. století sloužil přední trakt v přízemí k obchodním účelům a 1. patro k účelům bytovým. Zadní trakt včetně prostor nádvoří byl využíván k účelům výrobním (palírna) a hospodářským (sklad obilí). V důsledku bombardování Bíteše roku 1945 zápalnými pumami shořela střecha a bylo poškozeno i 1. patro. To bylo po opravě opětovně využíváno k bydlení. Zadní trakt zůstal v dezolátním stavu a teprve od poloviny 50. let minulého století došlo k rekonstrukci ve prospěch městského muzea, archivu, kulturního zařízení a hudební školy. V průběhu další doby byl dům opravován jen v nejnutnějších případech a ne vždy vhodným způsobem. Tento dům stojí na středověkém půdorysu, jsou dochovány středověké sklepy, opěrné pilíře u zadní fasády se zbytky obvodového zdiva modlitebny, zazděnými okenními špaletami a zbytky krakorců na východní obvodové zdi. V přední části se dochovala původní klenba průjezdu a další klenuté prostory, pocházející patrně z konce 18. století. V rámci Velké Bíteše náleží tento objekt k nejdůležitějším a určujícím, jak svou polohou na hlavním náměstí, tak i dějinami. 

### Dům čp. 14

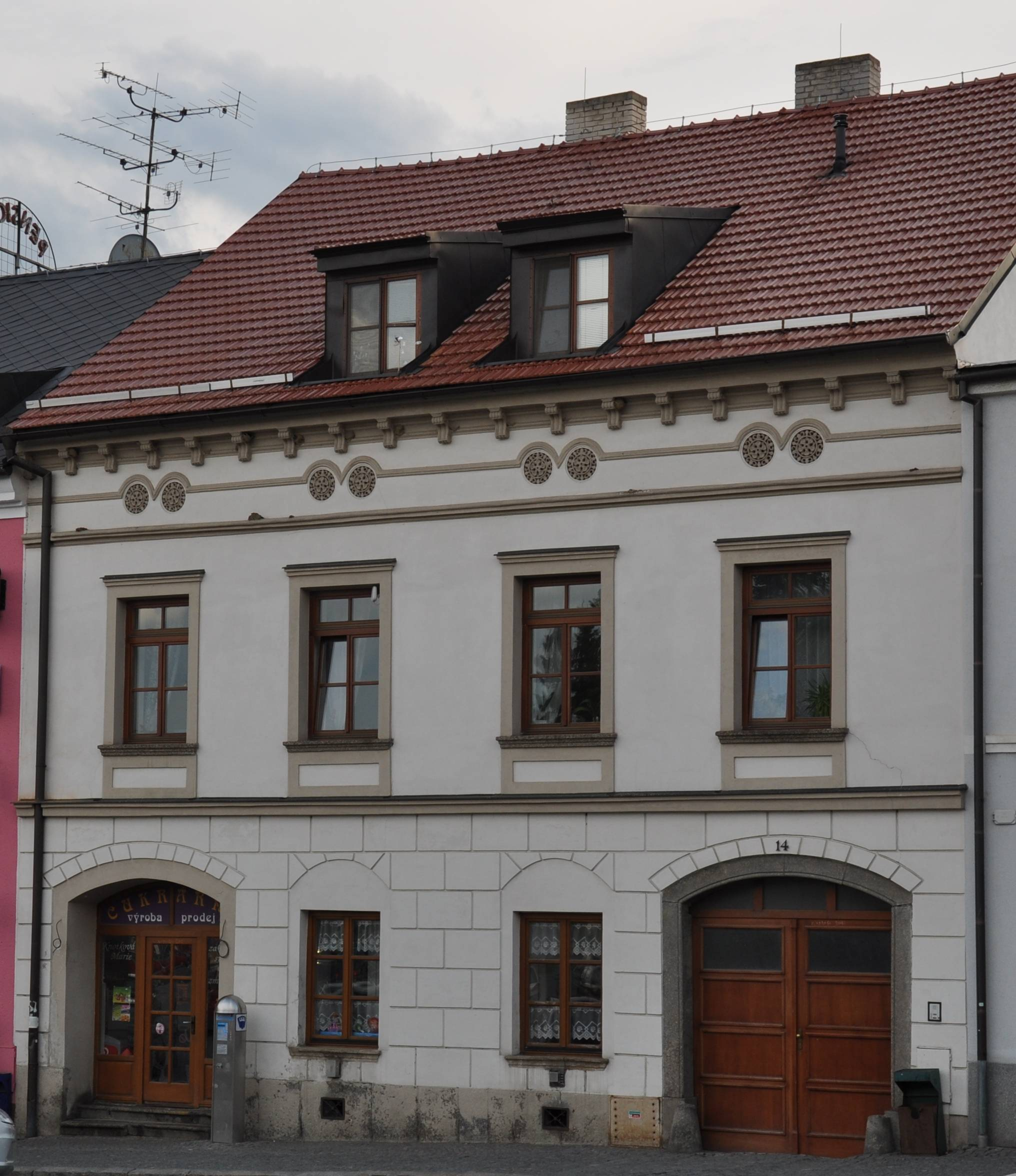
Dům čp. 14, Masarykovo náměstí

Tento dům, situovaný na spodní straně náměstí, je vedený v městské knize už k roku 1414. Nelze přesně určit majitele, jisté je jen to, že držitelé domu měli právo várečné. V podzemí jsou hluboké sklepy, dílem vysekané přímo do kamenného podloží. Ty mimo jiné sloužily k uchovávání piva. Město samo bylo v průběhu 17. a 18. století několikrát postiženo zhoubnými požáry, proto jsou dochovány zvláště přízemní klenuté části, kdežto horní patra bývala dobově obnovována. Roku 1785 vlastnil dům Josef Hromádka a jeho hodnota byla 400 zlatých. Roku 1825 je majitelkou Pavla Blahová vdova po barvíři, která dům prodala Vincenci Sekovi, měšťanu, patrně v polovině 19. století. Ten jej držel až do roku 1924, kdy zemřel. Dědictvím jej získala jeho dcera Anna a ta se provdala za Jana Procházku. Přízemní klenuté prostory sloužily pro účely zemědělské záložny, neboť majitel domu byl jejím ředitelem a v patře byl jeho byt. Po roce 1948 záložna zanikla a po smrti obou manželů, kteří byli bezdětní, převzalo dům město.

### Dům čp. 85
Dům je uveden v městské knize již k roku 1414 a jeho majitelem Hans Fleischakker. Držitelé domů na náměstí měli právo várečné a i zde se v podzemí nacházejí hluboké sklepy sloužící původně mimo jiné k uchovávání piva. Město bylo několikrát postiženo zhoubnými požáry, zvláště v 17. a 18. stol. U domu čp. 85 se proto zachovaly přízemní klenuté části, kdežto patro bývalo dobově obnovováno. V průběhu následujících staletí vystřídal dům mnohé majitele a měnil se i účel jeho využívání. Následkem třicetileté války byl r. 1666 zmiňován jako pustý, roku 1785 je zapsán majitel František Kočent, měšťan. dům měl tehdy hodnotu 800 zlatých. Roku 1824 je zapsán František Dvořák, šenkýř. Počátkem 20. století zakoupilo nemovitost město a sloužila jako nájemní dům. Roku 1918 získala dům spořitelna města Velké Bíteše a sloužil nadále k nájemním účelům pro zařízení v zájmu města, např. pro městského lékaře‚ berní úřad, později komunální podnik, stomatologii a obchody.

### Dům čp. 83

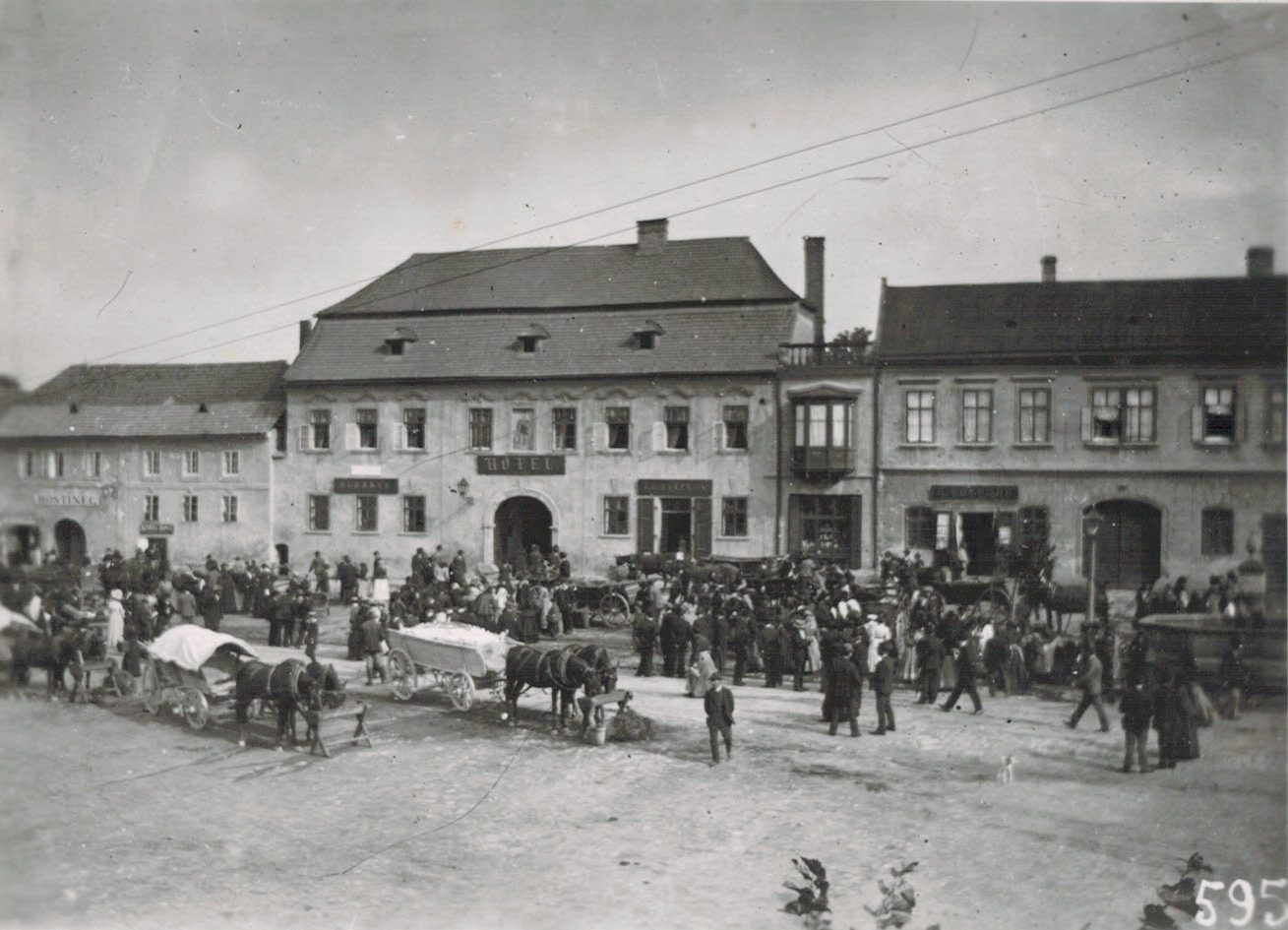
Dům čp. 83, Masarykovo náměstí

Roku 1414 byl majitelem tohoto domu – rychty na horní straně náměstí Mikš Wolf. Je zapsán v městské knize v soupisu sousedů ve variantě: „Mykss Wolf ein ganczes haus“. Roku 1427 tento dům přestal být dědičnou rychtou (více o tom J. Tiray ve svých Dějinách města Velké Byteše – I. díl, str. 88).
Zápisy v gruntovnicích začínají o tomto domě vypovídat roku 1601, kdy jej prodala vdova Dorota Tomšíčková za 390 moravských zlatých „…i s tím obilím, kteréž řemenářka na poli sela, což na ní polovici přijde aneb přijíti mělo, kromě toho Václav Kousal 4 míry žita jí vydati má…“ již zmíněnému Václavu Kousalovi. Po zaplacení závdavku čtyřiceti zlatých měl Kousal nadále splácet dům po každoročních deseti zlatých vejrunků. Nejdříve měli být vyplaceni deseti zlatými dědici po Hájkovi (nebo Lojkovi?), což byl možná dřívější majitel domu. Dále ke zdejšímu chrámu Páně (neboli záduší) náleželo 135 zlatých a dědicům Tomšíčkovým 205 zlatých. Během šesti let Tomšíčkovi dědici, kterými byli dcery Eva s manželem Martinem z Naloučan a Anna s manželem Burianem Holým a dále synové Mikuláš Šašek, Jíra a Jeremiáš Tomšíčků, prodali své podíly Kousalovi podle tehdejšího zvyku za nižší částky v hotovosti. Je pravděpodobné, že hned po koupi domu nechal Václav Kousal vystavět dům do patra.  
Svědčí pro to dvě okolnosti. Za prvé – grunt byl roku 1601 ohodnocen na 390 zlatých a při dalším prodeji roku 1637 již na 1.000 zlatých. Za druhé – několik let, počínaje rokem 1603, je v gruntovnici pravidelně výslovně psáno, že Kousal platil vejrunky „…za dům velký…“. Dále víme, že Kousal byl řezníkem. Polovici mastného krámu koupil roku 1591 (tehdy byl titulován jako „slovutný muž“) od Vávry Zrzavého za 25 zlatých. Býval též řeznickým cechmistrem v letech 1602, 1610 i 1612. Býval i primátorem města v letech 1604, 1607, 1610, 1616 a rychtářem v roce 1621. Zároveň před rokem 1615 nakupoval pozemky. Prodal jen „haltýř nad městem ležící podle haltýře Smolaře“ roku 1607 a chmelnici roku 1623. Již výše zmíněného roku 1637 zdědil „…grunt v rynku ležící, vedle Sovatového gruntu strany jedné a vedle Kryštofa Helle strany druhé, se všemi rolimi a případnostmi, cožkoliv k němu přináleží...“ v hodnotě 1.000 moravských zlatých jeden ze tří Václavových dědiců, a to Jan Kousal. Dalšími byli Alexander Kousal a Eliáš Adrián. Vejrunky mu byly stanoveny na 20 zlatých. Jan Kousal později, v šedesátých letech, odprodával nějaké pozemky.  
Roku 1681 byl „…krunt na díle zpustlý Kousalovský, vedle Tomáše Sovaty z strany jedné a vedle Martina Porupky z strany druhé v rynku ležící, se všemi rolimi, ouvary, lesem, s loukou pod městem, s jednou pustou stodolou (Za Kostelem) s zahradou, chmelnicí a případnostmi všemi (kromě Mrštíkovský chalupy a zimního osetí) cožkoliv k němu přináleží a v domě hřebíkem přibito jest…“ prodán Tomáši Fejfkovi za 920 moravských zlatých. K této částce se dospělo po slevení dědických podílů synů Jana Kousala – Václava a Klimenta. Další syn Jan Kousal prodal Fejfkovi svůj dědický podíl roku 1684, kdy byl slavkovským měšťanem. Roku 1712 Fejfka vyplatil dědice po Janu Kousalovi a zbývalo mu ještě splácet vejrunky dědicům Eliáše Adriána 318 zlatých. Roku 1713 zdědil grunt mladší syn Tomáše Karel Fejfka. Ten však po dvou letech „…ušel z domu a dal se na vojnu…“. Tak roku 1716 koupil grunt Petr Janeba za 920 moravských zlatých, přičemž mu byly vejrunky stanoveny na 10 zlatých. Jeden zápis v gruntovnici se zmiňuje, že ještě roku 1727 se snažil vypořádat svůj dědický podíl Antonín Adrián z Hradce Králové. 
Roku 1743 prodala vdova Alžběta Fejfková (i na místě dalších dědiců) „…dům nákladnický v okršlku městském…“, který byl navíc „…velmi zpustlý…“ Tomáši Juráčkovi. V zápisu je zmíněna drobnost, že Juráček koupil mj. i dědický podíl od Jana Suchánka, který jej zdědil po Petrovi (Janebovi?), kdysi panským sklepníku v Náměšti. Roku 1748 koupil grunt v licitaci za 1.910 zlatých se 69 mírami rolí Juráčkův švagr Matěj (Mathias) Kosina, který byl v letech 1754 až 1757 primátorem města. Kosina prodal tento grunt roku 1759 Josefu Juráčkovi. Juráček však nebyl schopen splácet dluhy, tak grunt připadl Marii Apoléně Kosinové žijící již v Poličce. Ta jej roku 1764 prodala Josefu Rosičkovi za 2.400 zlatých. Kosinová se uvázala odevzdat Rosičkovi k domu „…dva koně aneb dvacet zlatých rejnských, stelnou krávu jednu, jeden kus černýho dobytka, 1 vůz, 1 pluh, radlo a 2 brány se všechným potřebným náčiním…“. Zajímavostí je, že roku 1770 městský úřad povolil Rosičkovi „…od veliké kašně trouby a skrz takový vodu do svého domu vésti a to bez ublížení obecní potřeby…“. Josef Rosička byl později v letech 1775(?) až 1778(?) primátorem města. 
Roku 1779 Rosička prodal grunt „…se všemi k tomu domu připatřícími i také přikoupenými rolimi, lukami, lesem, dvěma zahradami, totiž jednou kuchyňsků a druhů štěpnů i s tím v zahradě štěpnej vynacházejícím se lusthausem sub Numero 54 situirovaného, se dvěma stodolama…“, tedy se 110 mírami rolí, 10 mírami luk, a přes 3 míry zahrad „koškovskému hospodskému“ Františku (Franz) Klusákovi za 3.500 zlatých. Že dům roku 1776 vyhořel, víme mj. ze zápisu, že Rosička dosud nezaplatil obci za dříví určeného na opravu domu. Za Klusákova působení zažil dům se zájezdním hostincem významnou návštěvu. Asi podvakrát, v roce 1781(?) a 1783, jej navštívil císař Josef II. Roku 1783 vlastnila dům již vdova Alžběta Klusáková, která se později provdala za Kroutila. Roku 1790 přenechala grunt svému zeti Janu Růžičkovi z Matějova (Žďárské panství), přičemž „…vejminek paní Alžběta Kroutilová sobě v tomto domě, kdyby však toho potřeba nastala, v hořejším štoku jeden malý pokojíček s kuchyňkou a chlívek pro dobytek až do své smrti k užívání zanechává…“. Roku 1806 koupil od Růžičky grunt Jan (Johann) Wachtl ze Znojma za 13.030 zlatých. Roku 1843 zdědil dům v hodnotě 11.975 zlatých Antonín (Anton) Wachtl. Poté, roku 1862, koupili grunt Antonín a Josefa Strakovi. Jméno Jelínek se tu objevilo roku 1867, kdy se sem přiženil Karel Jelínek. Od roku 1875 vlastnili celý dům v hodnotě 15.000 zlatých František a Marie Jelínkovi. 

### Dům čp. 87 – "Radnice"

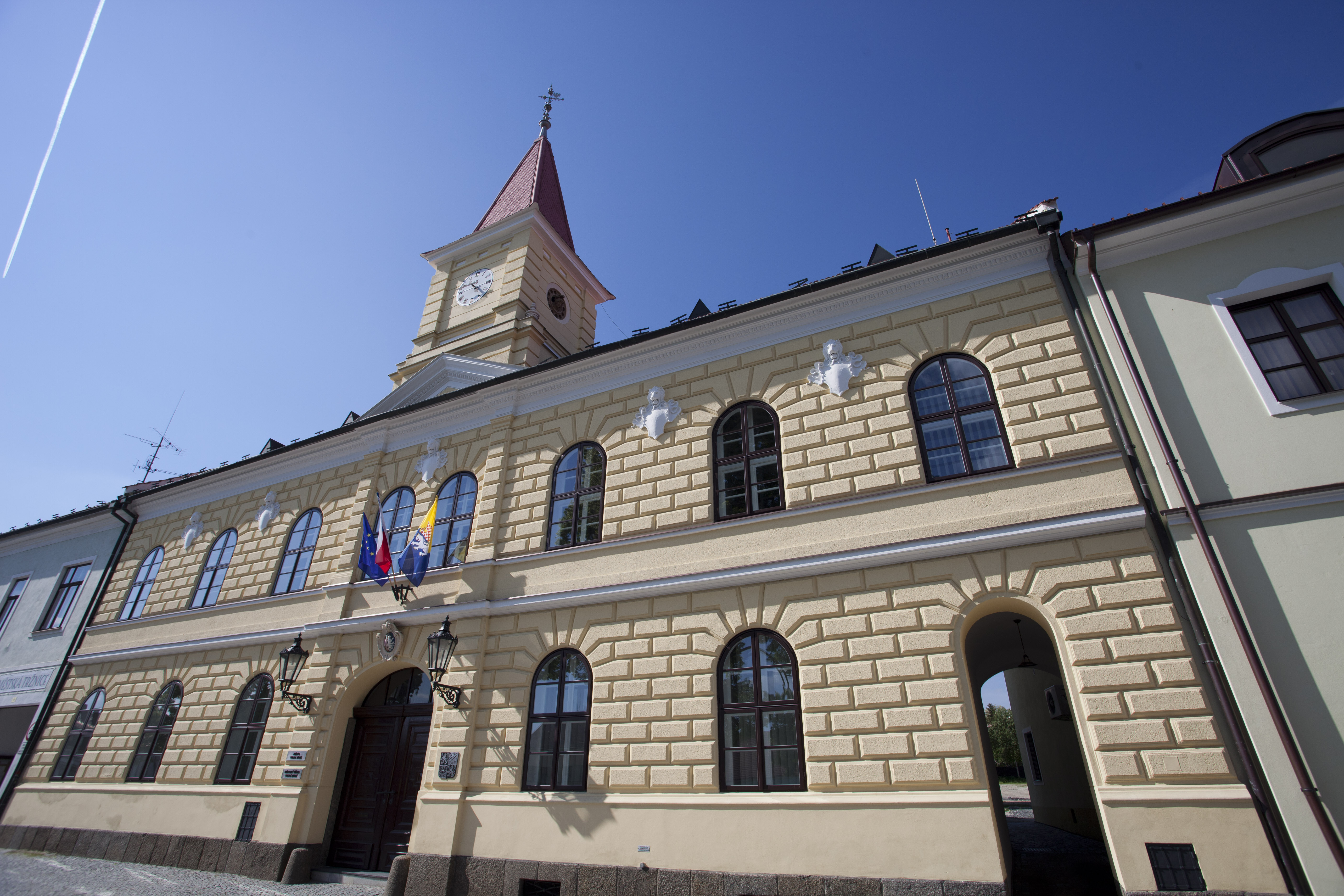
Dům čp. 87 – "Radnice" r. 2013

Z veřejných budov na náměstí je na prvním místě radnice. Je to budova jednopatrová s věžičkou a hodinami, nad hlavní branou s kamene vytesaný znak města. Vystavěna v roce 1886 v neorenesančním slohu. Radnice je na témže místě doložena již od roku 1480, dnes dům č. 87. Dříve to byla jednopatrová stavba se zvýšeným přízemím. V průčelí byl klenutý arkýř a nad ním ještě místnost a půdní prostor, takže tento výstupek dosahoval výšky radnice. 
Budova sice nevyhořela do základů roku 1776, ale musela být přestavěna. Tato přestavba i s obnoveným arkýřem vydržela více než 100 let a následně byla pro svou neúčelnost zbořena a v dnešní podobě vystavena roku 1886. Se sklepními prostory radnice nebylo nikdy hýbáno, až do sklonku 18. století sloužily jako mučírny bítešského práva hrdelního. Roku 1891 vystavěny ostatní budovy a žaláře na místě starého obecního vězení ve dvoře radnice. V roce 1892 byl zřízen zdejší okresní soud a byl umístěn i s berním úřadem a pozemkovou knihou do budovy radnice.

### Dům čp. 88 – "Stará pošta"

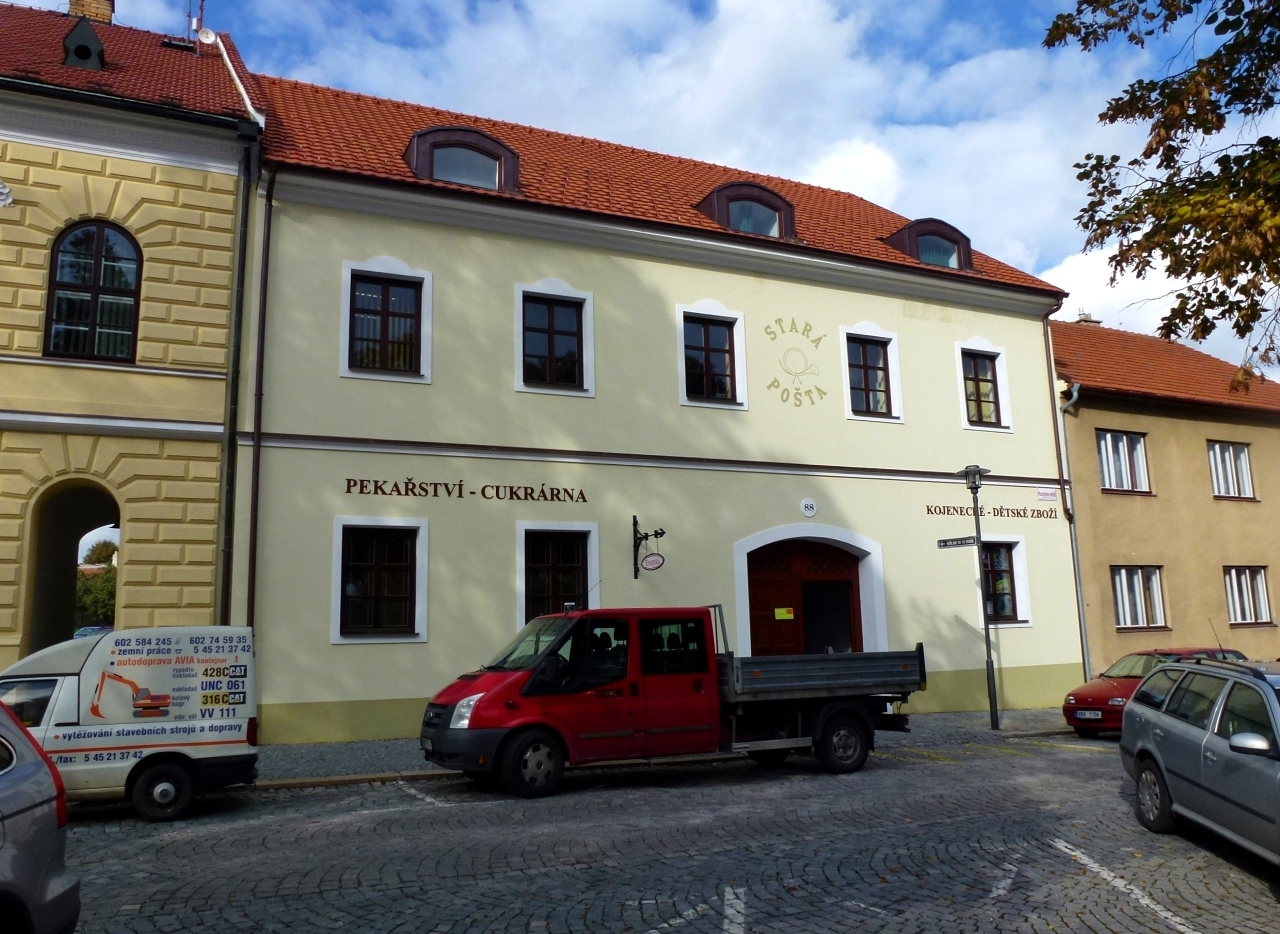
Dům čp. 88 – "Stará pošta", Masarykovo náměstí

V domě č. 88 (vedle radnice) byl poštovní a telegrafní úřad mezi těmito budovami se nachází nepatrná ulička dříve zvaná „V krámích“. Kdysi bývalo toto prostranství, které zahrnovalo v sobě ještě nynější zahrady „dobytčí trh“ (r. 1414 Fichmark“).